# (197856) Tafelmusik
Pour les articles homonymes, voir Tafelmusik (homonymie).
(197856) Tafelmusik est un astéroïde de la ceinture principale.

## Description
(197856) Tafelmusik est un astéroïde de la ceinture principale. Il fut découvert le 21 août 2004 à Mauna Kea par David D. Balam. Il présente une orbite caractérisée par un demi-grand axe de 2,47 UA, une excentricité de 0,17 et une inclinaison de 4,2° par rapport à l'écliptique.
L'astéroïde est nommé en l'honneur de l'orchestre canadien spécialisé dans la musique baroque Tafelmusik.

## Compléments